# Pyrgocyphosoma dalmazzense
Pyrgocyphosoma dalmazzense är en mångfotingart som beskrevs av Karl Wilhelm Verhoeff 1930. Pyrgocyphosoma dalmazzense ingår i släktet Pyrgocyphosoma och familjen knöldubbelfotingar. Inga underarter finns listade i Catalogue of Life.